# Furby
Furby je americká elektronická hračka, představující malého chlupatého tvora s velkýma ušima. Na trh ji uvedla firma Tiger Electronics v roce 1998, distribuuje ji Hasbro. Hračka reaguje na světlo, zvuk, polohu, doteky a přítomnost dalších Furby. Sama mluví a kýve se. Software simuluje její postupný vývoj a učení. Po svém uvedení patřil Furby k nejžádanějším hračkám. Dohromady je jich 117 druhů. Nejvzácnější Bejewelled Furby z roku 1999 má pravé šperky (náušnice, korunku, náhrdelník).

## První generace (1998-2002)

### Furby 1998
První generace, hračka byla vysoká asi 15 cm, nejprve se prodávala za 35$, prodávala se velmi dobře a k Vánocům 1998 se cena vyšplhala nad 100$, za první tři roky se prodalo přes 40 milionů kusů. Disponuje světelným senzorem nad očima a dotykovými senzory vepředu, vzadu, zvukovým senzorem u ucha a senzorem uvnitř na detekci pohybu, dále pohybem celého těla a komunikací s ostatními Furby. Existovalo 48 standardních barev a 22 speciálních edicí. Podle varianty znal 9 jazyků (angličtina, francouzština, španělština, němčina, italština, japonština, portugalština, švédština a řečtina), nejprve však mluvil jen furbišsky se 42 slovy, která mohou vytvořit tvořit stovky frází. Čím vícekrát jsou zapnuté, tím více mluví anglicky nebo jiným jazykem. 

### Furby Babies
Furby Babies byly menší verze této hračky (12,5 cm) vyráběné od roku 1999. Nemohou tancovat, ale znají více slovních frází. Chcete-li zahájit konverzaci mezi Furby a Furby Babies, Furby musí první zahájit konverzaci.

### Shelby
Shelby připomíná Furbyho uvnitř škeble, která se může otevírat a zavírat. Komunikuje i s ostatními Furby, mluví šelbišsky, furbišsky a anglicky, oči může natáčet i do stran. Oproti předešlým verzím může mít i naštvanou náladu.

## Druhá generace (2005-2007)

### Emoto-Tronic Furby
Druhá generace měla skoro dvojnásobnou velikost (23 cm), nedisponuje světelným senzorem, ale umí se zobákem usmívat a reaguje na několik slovních povelů (zazpívej píseň, ukaž tanec, řekni vtip, řekni příběh, jak se máš?, chceš si hrát?, máš hlad?, jdi spát). Vyráběl se v 16 standardních barvách a 2 speciálních edicí. Znal jen sedm jazyků (ubyla švédština a řečtina).

### Furby 2005 Babies
Dětské Furby 2005 Babies mají podstatně méně funkcí než „dospělý“ Furby, s omezenou slovní zásobou a nižší úrovní interaktivity.

## Třetí generace (2012-2015)

### Furby 2012
Třetí generace Furby 2012 byla vysoká znovu 15 cm, má černobílé animované LCD oči a šest různých osobností (tvrdá, popstar, ukecaná, princezna, šílená a nejednoznačná osobnost). Furby byl jednou z jedenácti hraček, které Asociace prodejců hraček označila za nejlepší hračky pro Vánoce 2013 na DreamToys Convention. Vyráběl se ve 20 standardních barvách. Oproti první generaci se vyráběly navíc i varianty s dalšími pěti jazyky (ruština, čínština, mandarínština, korejština a polština), čímž stoupl počet jazyků na 14.

### Furby Party Rockers
Menší verze, která se nehýbe, má statické oči a zpívá a mluví jen furbišsky.

### Furby Boom
Aktualizovaná verze oproti Furby 2012. Umí například snést vejce do aplikace, z kterého se líhnou další virtuální Furby, ty mohou poté komunikovat s hračkou. S Furby 2012 je víceméně identický, má jen například děravé uši. Speciální verze Furbacca připomíná Žvejkala ze Star Wars, jeho oči ukazují různé prvky ze Star Wars, jako světelný meč, stíhačka X-wing a Star-Destroyer, umí také zpívat Imperial March a napodobovat zvukové efekty.

### Furblings
Nejmenší verze ze všech Furby, má stejné funkce jako Party Rockers, ale umí navíc odemknout virtuální Furby v aplikaci, stejně jako Furby Boom.

## Čtvrtá generace (2016-2017)

### Furby Connect
Čtvrtá generace Furby Connect byla vysoká okolo 15 cm, má barevné animované LCD oči se 150 animacemi, svítící dotykovou anténu a aplikaci pro interakci. Na rozdíl od předchozí generace nemění osobnosti. Může však zpívat a tancovat na písně, které se naučí z aplikace (Android nebo iOS) připojené přes bluetooth na tabletu nebo mobilu, nebo sledovat virální videa a hrát pomocí antény hry. Umí také více než 1000 frází. 
Jde spát, pokud mu nasadíte masku (stlačí se tlačítko na obličeji) nebo pokud mu přidržíte anténu na pět sekund, když ho položíte na záda tak je ospalý. Má dotykové senzory vepředu, vzadu, na stranách, na ocase, na anténě, na uších, na jazyku (krmení) a uvnitř pohybový senzor. Vyráběl se v pěti barvách (modrá, zelená, růžová, fialová a oranžová). Zná jen dva jazyky, angličtinu nebo ruštinu.

## Pátá generace (2023-)

### Furby 2023
V červnu 2023 společnost Hasbro uvedla novou řadu Furbyho (v Polsku se prodává pod jménem Furby 2.0), znovu je vysoká okolo 15 cm a má tři varianty: fialovou, oranžovou a duhovou (jen Francie, Velká Británie a Irsko). Disponuje 5 hlasově aktivovanými režimy (tancuj, předpověď budoucnost, opakuj, relaxuj a světelná show) a má přes 600 reakcí. Na rozdíl od Furby Connect a Furby Boom se již nemůže připojit k aplikaci a místo LCD očí má jen nakreslené oči. Naopak nový Furby disponuje svítícíma ušima, znovu reaguje na hlazení, třesení a krmení a je dodáván s přibaleným příslušenstvím (náhrdelník s korálky a hřeben). Zná angličtinu, španělštinu, němčinu, italštinu, francouzštinu nebo polštinu.

## Reklamní verze

### McFurbys
Roku 1999 se v McDonald's k Happy Mealu přidávaly hračky podobné Furby, neměly žádné funkce a místo plyše byly vyráběné z plastu, dodávalo se na 80 barevných variací. Další rok se dodávaly menší klíčenky. Ve stejném roce se dodávaly ve Velké Británii hračky Furby, které již byly plyšové (celkem velké na hračku v Happy Mealu) a také Talking Furby and Shelby, které mohly zpívat. V roce 2001 se znovu dodávaly klíčenky (Furby Keychain), tentokrát v asijských zemích. V roce 2016 se znovu dodávaly plyšové McFurbys v osmi barevných variacích.

### Burger King Furby
V roce 2005 se dodávaly plastové Burger King Furby, tlačítkem se dalo pohybovat ušima a když se položily, tak zavřely oči.

## Kontroverze
13. ledna 1999 oznámila NSA, že zakázala vstup s hračkou Furby do svých objektů, kvůli obavám, že mohou být použity k záznamu a opakování utajovaných informací. Roger Shiffman, majitel Tiger Electronics, vzkázal NSA, že „Furby nemá absolutně žádnou schopnost nahrávat vůbec nic“. Dave Hampton navíc prokázal, že Furbyho mikrofon nemůže zaznamenat vůbec žádný zvuk, může slyšet pouze jedno monotónní pípnutí a pokud je kolem Furbyho produkován hlasitý zvuk, neumí také rozeznat žádná slova. Zákaz byl nakonec stažen.